# ساياكا غانتس
ساياكا غانتس (بالإنجليزية: Sayaka Ganz)‏ هي نحّاتة أمريكية، ولدت في 1955 في يوكوهاما في اليابان.